# 오프오프브로드웨이
오프 오프 브로드웨이(영어: Off-Off-Broadway)는 오프 브로드웨이가 브로드웨이를 지향하고 그것에의 등용문으로 변한 것에 대한 반발로서 1960년대 중반부터 활발해진 연극이다. 오프 브로드웨이의 극장이 주로 그리니치 빌리지 서쪽에 산재하여 있는 데 반해 오프 오프 브로드웨이는 빌리지의 동쪽에 있다. 서쪽 빌리지가 오늘날에는 관광 코스가 되었고 상당히 속화하였으므로, 그곳에 살던 젊은 예술가들은 히피들과 함께 동쪽 빌리지로 이동하여 커피 하우스나 교회의 홀을 빌려서 무명들의 신인작품을 무명의 배우들이 상연하는 운동을 시작했다. 오프 오프 브로드웨이 연극에 공통되는 특징은 기성의 개념이나 질서에 대한 반발이며, 종래의 연극형식을 타파함으로써 새로운 연극의 창조를 목표로 하고 있다.

## 같이 보기
- 브로드웨이 연극
- 오프브로드웨이